# Заваров, Алексей Иванович
Алексе́й Ива́нович Зава́ров (4 [17] марта 1917, Коломенское, Московская губерния — 21 января 2003, Киев4 (17) марта 1917, село Коломенское — 21 января 2003, Киев, Украина) — советский и украинский архитектор, кандидат архитектуры. Член-корреспондент Академии искусств Украины, народный архитектор Украинской ССР (1984), Заслуженный строитель Украинской ССР (1969), Заслуженный строитель Узбекской ССР, Заслуженный строитель Венгерской Народной Республики, лауреат Государственной премии Украинской ССР в области науки и техники (1982).

## Биография
Родился 4 (17) марта 1917 года 17 марта 1917 года в селе Коломенском (Московская область, Россия).
В 1935 году окончил Московский строительный техникум.
Во время Великой Отечественной войны работал в Магнитогорске на строительстве треста «Магнитострой».
В 1948 году окончил Киевский государственный художественный институт. С 1962 года по 1964 год работал руководителем архитектурной мастерской института «Киевпроект». В 1964—1986 годах работал директором «КиевЗНИИЭП». В 1973 году был редактором издания «КиевЗНИИЭП. Общественные здания». В 1982 году написал статью «Творческое содружество» в журнале «Строительство и архитектура».
Умер 21 января 2003 года в Киеве.

## Проекты
- Дворец спорта в Киеве (1960; в соавторстве с архитектором М. И. Гречина)[6].

## Публикации
Автор более 30 книг.

## Награды
- Орден Октябрьской Революции (1981);
- Орден Трудового Красного Знамени (1977);
- Народный архитектор Украинской ССР (1984);
- Заслуженный строитель Украинской ССР (1969);
- Заслуженный строитель Узбекской ССР;
- Заслуженный строитель Венгерской Народной Республики;
- Государственная премия Украинской ССР в области науки и техники (14.12.1982)[7];
- Диплом 3-й степени участника конкурса «Проект-76» за разработку проекта 9, 12, 16-этажных блок-секций панельно-блочных жилых домов;
- Диплом за сотрудничество во время подготовки ХХІІ олимпиады 1980 года.